# Abuba Sibomana
Abuba Sibomana (ur. 11 czerwca 1991 w Butare) – rwandyjski piłkarz grający na pozycji lewego obrońcy. Od 2021 jest zawodnikiem klubu Police FC.

## Kariera klubowa
Swoją karierę piłkarską Sibomana rozpoczął w klubie La Jeunesse FC. W sezonie 2008/2009 zadebiutował w jego barwach w pierwszej lidze rwandyjskiej. W latach 2009-2015 był zawodnikiem Rayon Sports FC. Wywalczył z nim mistrzostwo Rwandy w sezonie 2012/2013 oraz wicemistrzostwo w sezonie 2013/2014. W latach 2015-2016 grał w kenijskim Gor Mahia. W sezonie 2015 został z nim mistrzem, a w sezonie 2016 - wicemistrzem Kenii. W sezonie 2016/2017 ponownie grał w Rayon Sports, z którym został mistrzem kraju. W sezonie 2017/2018 występował w APR FC, który sięgnął po mistrzostwo Rwandy. W sezonie 2018/2019 był graczem SC Kiyovu Sport, a w sezonie 2019/2020 - kenijskiego Wazito FC. W 2021 został piłkarzem Police FC. W 2024 roku zdobył z nim Puchar Rwandy.

## Kariera reprezentacyjna
W reprezentacji Rwandy Sibomana zadebiutował 9 października 2010 w przegranym 0:3 meczu kwalifikacji do Pucharu Narodów Afryki 2012 z Beninem, rozegranym w Kigali. Od 2010 do 2016 rozegrał w kadrze narodowej 27 meczów.